# Personaggi di Due fantagenitori

Timmy e i genitori nell'episodio 2x07

Questa pagina contiene un elenco di personaggi della serie animata Due fantagenitori.

## Protagonisti

### Timmy Turner
Timmy Turner, nome completo Timothy Tiberius Turner, (stagione 1-10 e cortometraggi) è il protagonista della serie, ha 10 anni e vive nella città statunitense di Dimmsdale. È un bambino pigro, spericolato e talvolta un po' arrogante, ma nonostante i suoi difetti è anche simpatico e coraggioso. Ha due fantagenitori di nome Cosmo e Wanda che esaudiscono ogni suo desiderio (quando non sono vietati dalle regole), i quali gli sono stati assegnati a otto anni per rendere la sua vita meno infelice e più avventurosa, poiché ha pochi amici, va male a scuola e i genitori lo ignorano lasciandolo sempre a casa con la malvagia babysitter Vicky. Ha due incisivi incredibilmente grandi, e indossa un berretto e una t-shirt rosa. Spesso si fa influenzare da Cosmo nel fare desideri stupidi, ed è compito di Wanda risolvere la situazione. È infatuato della sua compagna di classe Trixie Tang (sebbene il più delle volte venga respinto). I suoi passatempi preferiti sono giocare ai videogiochi, leggere i fumetti e giocare a baseball. Il suo supereroe preferito è Crimson Mentone. Ha uno scarso rendimento scolastico e prende quasi sempre F dal suo professore Crocker.
È doppiato in originale da Tara Strong (stagione 1-10) e da Mary Kay Bergman (cortometraggi) mentre in Un fantafilm - Devi crescere, Timmy Turner! è interpretato da Drake Bell. In italiano è doppiato da Antonella Baldini,da Gabriele Lopez da adulto in Fanta Zapping e da Leonardo Graziano in Un fantafilm - Devi crescere, Timmy Turner!.

### Cosmo
Cosmo (stagione 1-10 e cortometraggi) è il fantapapà di Timmy. È specializzato nel combinare guai ed è sposato con Wanda da 9850 anni, e sua madre, Mamma Cosma, non l'ha mai saputo, in quanto il figlio le ha detto che era uscito a prendere il latte. Ha un figlio di nome Poof e un fratello chiamato Schnozmo. È inoltre un lontano cugino di Jorgen Von Strangle. Cosmo ha i capelli e gli occhi di colore verde e indossa sempre dei pantaloni neri,una camicia bianca e una cravatta nera. È ottuso, immaturo, irresponsabile ed irrazionale, e farebbe tutto ciò che gli passa per la mente se sua moglie non lo fermasse: spesso infatti viene definito da molti personaggi, e talvolta anche da sé stesso, come irrimediabilmente stupido. Nonostante tutto, è simpatico e di buon cuore e fa morire dal ridere chi gli sta attorno, aspetto di lui che la moglie apprezza molto. Gli piacciono i nichelini, le scimmie e il Canada. Prima della nascita del figlio, è stato l'ultimo fantabebé a nascere nel Fantamondo.
È doppiato in originale da Daran Norris, mentre in italiano da Luigi Ferraro.

### Wanda
Wanda (stagione 1-10 e cortometraggi) è la fantamamma di Timmy. È la moglie di Cosmo e ha un figlio di nome Poof. È assennata e dolce ed è lei che rimedia ai guai combinati da Cosmo e Timmy. Nonostante tutto, sa essere anche molto irascibile, infatti si arrabbia moltissimo quando le dicono che è grassa o a causa dell'immaturità di Cosmo. Ha i capelli e gli occhi rosa ed indossa spesso una maglia gialla e pantaloni neri. Wanda ha una mania sfrenata per il cioccolato e per i dolci in generale che le fanno perdere ogni ritegno, in quanto il suo stomaco non è in grado di assorbire gli zuccheri. Prima di sposare Cosmo era fidanzata con Juandissimo, che continua comunque a corteggiarla. Wanda è innamoratissima di Cosmo perché, anche se molto ottuso, la fa ridere e divertire. Non sopporta la spazzatura né tantomeno i cattivi odori. Suo padre, Big Daddy, gestisce il business della raccolta rifiuti dell'intero Fantamondo.
È doppiata in originale da Susanne Blakeslee, mentre in italiano da Francesca Guadagno.

### Poof
Poof (stagione 6-9, guest 10) è il figlio di Cosmo e Wanda e fantafratello di Timmy Turner. È nato da Cosmo (perché nel Fantamondo sono i maschi a partorire) in seguito ad un desiderio di Timmy, che vedeva i suoi due fantagenitori tristi. È di forma rotonda, porta un vestitino viola, ha due piccole ali e un sonaglio come bacchetta magica. Pronuncia di continuo la parola "Poof!" e per questo è stata scelta come suo nome. È molto affezionato a Timmy e non sopporta che qualcuno glielo porti via. È molto intraprendente e a volte fraintende i desideri di Timmy prendendoli alla lettera. Di solito la sua dolcezza conquista anche le persone più perverse, come ad esempio Crocker.
È doppiato in originale da Tara Strong, mentre in italiano da Fabiola Bittarello nella serie animata e da Federico Bebi in Un fantafilm - Devi crescere, Timmy Turner!.

### Sparky
Sparky (stagione 9) è un fanta-cane che diventa il compagno di Timmy; appare unicamente nella nona stagione a partire dall'episodio Il fantacane. Ha avuto 83 padroni prima di lui, tra cui anche Denzel Crocker. Nella decima stagione della serie è assente.
Doppiato in italiano da Davide Marzi.

### Chloe
Chloe Carmichael, nome completo Chloe Madre Teresa Neil Armstrong Carmichael, (stagione 10) è la nuova vicina di Timmy Turner, e con la quale il ragazzo dovrà condividere Cosmo e Wanda a causa di una carenza di fate. È esattamente l'opposto di Timmy, pertanto i due non andranno inizialmente molto d'accordo, ma poi diventeranno amici.
Doppiata in italiano da Agnese Marteddu.

## Personaggi secondari

### Papà di Timmy
Il papà di Timmy (stagione 1-10 e cortometraggi) è strambo, ingenuo, immaturo, goffo e di scarsa intelligenza, costruisce oggetti che esplodono o si sfaldano in pezzi e ha una fissa per le matite, perché il suo lavoro consiste nel distribuirle. Tra i suoi tanti lavori, ha fatto il pilota di rally, il pugile e l'astronauta, anche se con risultati disastrosi. Spesso lui e la moglie mentono spudoratamente al figlio pur di lasciarlo solo con Vicky e avere tempo libero per sé stessi, ma non crede mai al figlio quando gli dice che la babysitter è cattiva. Odia i suoi vicini Dinkleberg per il fatto che non abbiano avuto figli e che quindi siano liberi di fare quello che vogliono. È doppiato in originale da Daran Norris, mentre in italiano da Sergio Di Giulio (stagione 1-9 e stagione 10 episodi 1-5) e da Maurizio Reti (stagione 10 episodi 6-20).

### Mamma di Timmy
La mamma di Timmy (stagione 1-10 e cortometraggi) è meno stramba (ma non di molto) e più intelligente ed esperta del marito, ma non meno ingenua, oltre ad essere in alcune occasioni egoista ed anche alquanto vanitosa. Lavora come agente immobiliare. Non riesce a resistere alla fame tanto facilmente e a volte si è rivelata una pessima cuoca, anche se in Chi è tuo padre? dice di aver vinto 397 distintivi nelle gare culinarie. Dato che al papà di Timmy è vietato maneggiare soldi è lei che si occupa delle questioni di denaro. È totalmente negata per il giardinaggio, poiché tutto ciò che tocca appassisce. È doppiata in originale da Susan Blakeslee, mentre in italiano da Irene Di Valmo.

### A.J.
A.J. (stagione 1-9, guest 10) ha 10 anni ed è, insieme a Chester, il migliore amico di Timmy. È afroamericano, calvo e indossa un gilet blu. Possiede una mente geniale (il suo quoziente intellettivo è di 167) e possiede delle grandi conoscenze nei campi del sapere, da quello letterario a quello scientifico e a volte prende in giro Timmy perché va male a scuola, ma ha una debolezza: non è molto abile con i videogiochi. Il suo supereroe preferito è Crash Nebula. Nonostante tutto, è un ragazzo razionale, diligente, scrupoloso, altruista e di buon cuore, sempre pronto ad aiutare gli amici in difficoltà. La sua camera si può trasformare in un laboratorio. È doppiato in originale da Ibrahim Haneef Muhammad (stagione 1-3) e da Gary LeRoi Gray (stagione 3 in poi), mentre in italiano da Alessandro Tiberi (stagione 1-5) e Leonardo Graziano (stagione 6 in poi).

### Chester
Chester McBadbat (stagione 1-9, cameo 10) ha 10 anni ed è, insieme a A.J., il migliore amico di Timmy. È estremamente povero e vive in una roulotte con il papà, il quale va in giro con una busta in testa a causa delle continue umiliazioni che subisce. Ha il terrore delle femmine. Ama le cose sporche e puzzolenti e spesso fruga nella spazzatura per trovare qualche avanzo di cibo. Non spicca per intelligenza, ma è altruista. Ha l'apparecchio ortodontico, il quale in molti episodi si presta a particolari usi (come, ad esempio, da altalena o da grammofono, o per scavare un tunnel). Come Timmy non è bravo a scuola. È doppiato in originale da Frankie Muniz (stagione 1-2) e Jason Marsden (stagione 3 in poi), mentre in italiano da Davide Perino (stagione 1-3 e 6-10) e da Daniele Raffaeli (stagione 4-5).

### Jorgen Von Strangle
Jorgen Von Strangle (stagione 1-10 e cortometraggi) è il capo delle fate, eletto dal Fantaconsiglio. Ha un fisico scolpito, la pelle abbronzata, dei capelli bianchi (in passato viola) e degli occhi azzurri e indossa un'uniforme militare. Burbero e sempre attento al rispetto delle regole, è appassionato di telenovelas. È anche il capo di varie forze dell'ordine come la Fantaprigione e l'esercito del Fantamondo. È sposato con la Fatina dei Denti. Porta sempre con sé una bacchetta magica gigante. È un lontano parente di Cosmo. Si diverte delle disgrazie altrui, specie se provocate da lui, ma comunque nei limiti imposti dalle regole dei Fantagenitori. In particolare adora maltrattare Binky. È doppiato in italiano da Franco Zucca (stagione 1-3 e 6-10), Vittorio Di Prima (stagione 4) e Giovanni Petrucci (stagione 5).

### Trixie Tang
Trixie Tang (stagione 1-7, cameo 10) è una compagna di classe di Timmy, di cui lui è follemente innamorato. È una bambina presuntuosa, vanesia, ricca e viziata. Sebbene solitamente tratti con disprezzo Timmy, certe volte si comporta gentilmente con lui, specialmente se può trarne vantaggio. La sua migliore amica è Veronica. La maggior parte dei ragazzini della sua scuola sono innamorati di lei. Ha una segreta passione per i fumetti e videogiochi. Trixie è presente nel film la Trilogia dei desideri, dove verrà catturata dall'oscurità e salvata da Timmy Turner e sarà proprio qui che scoprirà dell'esistenza di Cosmo e Wanda. Alla fine della Trilogia, Trixie si innamorerà di Timmy, ma Jorgen Von Strangle le cancellerà la memoria da quegli eventi. Tornerà così a respingere Timmy anche nella stagione 7. Nella stagione 10, Trixie diventa una buona amica di Timmy e Chloe. È doppiata in originale da Dionne Quan, mentre in italiano da Laura Cosenza.

### Crimson Mentone
Crimson Mentone in lingua originale Crimson Chin (stagione 1-8 e cortometraggi) è un supereroe, personaggio principale di un fumetto amato da Timmy e Chester. ll suo fumetto è ambientato a Chincinnati (gioco di parole tra chin - mento in inglese - e Cincinnati). Come caratteristica ha un mento molto più grosso del comune, con il quale sconfigge i suoi nemici. Ha ottenuto i suoi poteri quando il suo mento è stato morso da un uomo contaminato dalle radiazioni. Il suo aiutante è Timmy che, entrando nel fumetto grazie a un desiderio, diventa l'aiutante "Cleft, il ragazzo dal piccolo mento" (in inglese The Boy Chin Wonder). I discorsi di Crimson Mentone sono pieni di frasi retoriche e metafore strambe. In lingua originale è doppiato da Jay Leno, mentre in italiano da Carlo Scipioni (1ª voce)e da Roberto Fidecaro (ep. 122-161).

### Mark Chang
Mark Chang (stagione 1-9, guest 10) è un extraterrestre a forma di polpo, principe del pianeta Yugopotamia. Timmy Turner lo ha conosciuto quando ha desiderato un alieno per giocare con i suoi amici, quindi Cosmo e Wanda l'hanno portato sulla Terra. È innamorato di Vicky per la sua cattiveria: infatti gli yugopotamiani hanno usanze opposte a quelle terrestri. Di conseguenza tutto ciò che sulla Terra è piacevole a lui provoca dolore. Abbandona la sua promessa sposa Mandie, decidendo di vivere nella discarica di Dimmsdale per nascondersi da lei. Frequenta la scuola locale, utilizzando uno strumento tecnologico per trasformarsi in un umano chiamato Justin Jake Ashton. Solo Timmy, Cosmo e Wanda conoscono la sua vera identità e lo aiutano a sfuggire dalla principessa Mandie. Un anno dopo la sua fuga, il padre lo riporta sul suo pianeta per farlo sposare con Mandie e chiudere la rivolta contro di loro. Dopo essere stato incoronato Re dal padre temporaneamente, sposa Mandie. Si scopre in seguito che Mandie non ama affatto Mark, e che lo ha sposato solo perché voleva usare l'esercito di Yugopotamia combinato a quello del suo pianeta per distruggere la Terra. Assieme a Timmy e a Vicky, riesce a sconfiggerla, arrestarla ed esiliarla dal suo pianeta per sempre. È doppiato in italiano da Antonio Angrisano (stagione 1-7), Oreste Baldini (stagione 8) ed Emiliano Ragno (stagione 9-10)

### Tootie
Tootie Hugged (stagione 2-7 e cortometraggi, cameo 10) è la sorella minore di Vicky, che la maltratta come maltratta Timmy. Ha i codini, porta gli occhiali e l'apparecchio. Tootie è innamorata di Timmy, tanto che la sua stanza è una specie di santuario dedicato a lui, con immagini attaccate alle pareti e al soffitto e tante statuette e pupazzetti che lo rappresentano. Timmy la tratta quasi sempre male, ma a volte si dimostra gentile con lei. Tootie ha anche una parte rilevante nello speciale televisivo Fanta Zapping, dove con lo pseudonimo di Dente profondo (in inglese Deep Toot) consegna ai genitori di Timmy delle foto che ritraggono Vicky mentre compie le malefatte di cui aveva accusato Timmy.
La voce italiana nella serie animata è di Laura Cosenza, mentre in Un fantafilm - Devi crescere, Timmy Turner! è interpretata da Daniella Monet e doppiata in italiano da Loretta Di Pisa.

### Genitori di Vicky e Tootie
I genitori di Vicky e Tootie dimostrano di aver paura della loro figlia maggiore e per questo la assecondano sempre. Nella puntata Il compleanno di Tootie dichiarano a quest'ultima di non essere potuti andare al suo compleanno perché erano terrorizzati da Vicky.

### Veronica Star
Veronica Star (stagione 1-7, cameo 10) è la migliore amica di Trixie, che invidia a tal punto dal desiderare di essere lei. È innamorata segretamente di Timmy Turner a livello ossessivo. La voce italiana è di Domitilla D'Amico.

### Elmer
Elmer (stagione 1-10) è un amico di riserva di Timmy, caratterizzato da un grosso foruncolo sul viso, che sembra possedere mente propria. Questo difetto fisico l’ha portato con il tempo ad essere deriso ed escluso. La voce italiana è di Barbara Pitotti.

### Sanjay
Sanjay (stagione 2-10) è il migliore amico di Elmer e un altro amico di riserva di Timmy. È intelligente, impopolare e porta gli occhiali. Indossa sempre una camicia gialla e pantaloni grigi. Il suo patrigno è un marine ed è di origini indiane. Sanjay è a capo della biblioteca della scuola di Dimmsdale e fa parte del club scoiattolo con i suoi amici anche se poi li lascerà per andare con i fiori di panna ovvero con un gruppo di ragazzine perché gli piacevano i loro calzettoni. Ha una particolare abilità nel chiamare i gatti con la propria voce. È doppiato in originale da Dee Bradley Baker, mentre in italiano da Deborah Ciccorelli.

### Juandissimo
Juandissimo il Magnifico (stagione 2-10) è il primo fidanzato di Wanda, la quale lo ha lasciato per Cosmo; svariate volte tenta invano di riconquistarla. È muscoloso ed è il padrino fatato di Remy Buxaplenty, a cui dimostra di tenere grandemente, sfidando le regole del Fantamondo e facendogli recuperare la memoria perduta a seguito dello scontro magico con Timmy Turner. Ha fatto diversi lavori tra cui il cuoco e il massaggiatore e parla con un evidente accento spagnolo. Nonostante Wanda non sia più innamorata di lui, non nasconde di esserne ancora attratta, suscitando la gelosia di Cosmo. Anche Juandissimo è geloso di Cosmo perché quest'ultimo, nonostante la sua stupidità, è riuscito a fare colpo su Wanda. La voce italiana è di Davide Lepore.

### Mamma Cosma
Mamma Cosma (Mama Cosma) (stagione 1-6) è la mamma iperprotettiva di Cosmo e non sopporta che suo figlio sia sposato con Wanda, per questo cerca sempre di dividerli, senza mai riuscirci. Mamma Cosma indossa un abito di color verde-acqua, e dello stesso colore sono i suoi occhi e i suoi capelli. Mamma Cosma era sposata con Papà Cosmo, ma quando il figlio Cosmo era bambino trasformò involontariamente il papà in una mosca. Mamma Cosma teneva sempre d'occhio suo figlio, fin quando un giorno lo mandò a prendere il latte e Cosmo non ritornò più. Cosmo aveva visto Wanda e si era innamorato: la cosa fu reciproca e i due si sposarono, e solo dopo Mamma Cosma venne a saperlo. In La grande Wanda cattura il papà di Wanda, con il quale inizierà una relazione. Apparentemente, Mamma Cosma non sembra aver nulla contro Wanda, solo che non sopporta che qualcuno le porti via di casa suo figlio. Dalla nascita di suo nipote Poof, Mamma Cosma ha smesso di architettare complotti per far tornare Cosmo da lei, tuttavia spesso fa notare a Wanda di essere una mamma cattiva e irresponsabile e critica la cura di suo nipote. È doppiata in originale da Jane Carr, mentre in italiano da Cristina Noci.

### Cupido
Cupido (stagione 1-9) è il dio dell'amore. Indossa sempre un pannolino e ama molto il denaro. Viene rivelato che è un dio nell'episodio Emergenza d'amore. Ha un'elevata dipendenza da caffeina. Come detto da Cupido stesso, la magia dell'amore è il potere più grande del Fantamondo e dunque anche di Jorgen. È doppiato in originale da Tom Kenny e in italiano da Gabriele Trentalance e Vittorio Stagni.

### Dottor Rip Studwell
Il Dottor Rip Studwell (stagione 4-7) è un medico di primo ordine del Fantamondo, poco interessato alla sorte dei pazienti e decisamente cinico nei loro confronti. È il dottore che cura Cosmo quando sta male e lo ha aiutato a far scomparire la "fase dance" dal suo cervello, a fare il trapianto della "fantastighiandola" e a partorire Baby Poof (in realtà era Anti-Cosmo travestito). Adora giocare a golf ed è il barbiere dei fantabambini.

### Binky
Binky Abdul (stagione 3-6) è un abitante del Fantamondo ottimista, timido e pasticcione. È l'assistente di Jorgen Von Strangle, ed è spesso vittima del suo bullismo. Il cognome Abdul è pronunciato nel film L'idolo delle fate. La voce italiana è di Manuel Meli.

### Giullare d'Aprile
Il Giullare d'Aprile (stagione 1-6) è la fata più burlona del Fantamondo. Adora fare scherzi e raccontare barzellette. Tuttavia è incapace di fermarsi e spesso i suoi scherzi non solo si rivelano di cattivo gusto ma anche pericolosi.

### Fatina dei Denti
La Fatina dei Denti (stagione 3-10 e cortometraggi) è la fata che si occupa dei denti. Jorgen Von Strangle è innamorato di lei e alla fine la sposa.

### Big Daddy
Big Daddy (stagione 5) è il papà di Wanda e Blonda e si occupa della raccolta dei rifiuti del Fantamondo. È molto forte, sgarbato e prepotente, ma con Wanda si comporta con gentilezza e affetto. È una parodia dei gangster americani. È doppiato in originale da Tony Sirico, che ha ispirato il design del personaggio ricalcandolo da quello di Paulie Gualtieri de I Soprano per vari particolari, tra cui le basette nero-grigie, il gesto della dita tipico dell'attore, e il fatto che quando scompare, appare la scritta Bada-Bing!

### Blonda
Blonda (stagione 5) è la sorella gemella di Wanda. È bionda e molto vanitosa. È una fanta-attrice a Fairywood e prende in giro la sorella perché ha un lavoro, a suo dire, meno importante del suo. Nonostante sia la sorella di Wanda, non va molto d'accordo con lei. È l'unica star di Fairywood che non ha mai vinto un premio Zappy.

## Antagonisti

### Vicky
Vicky Hugged (stagione 1-9 e cortometraggi, guest 10) è la babysitter di Timmy. In apparenza si dimostra carina e simpatica, ma in realtà è cattiva e crudele; ha 16 anni. Il suo passatempo preferito è tormentare Timmy, riuscendo a imbrogliare i suoi genitori e a trattarlo come uno schiavo. Tratta come schiavi tutti i bambini a cui fa da baby-sitter, all'insaputa dei genitori. Ha dei capelli rossi raccolti in una coda di cavallo. Indossa una maglietta verde che le lascia l'ombelico scoperto, un paio di pantaloni scuri e delle scarpe nere. Ha una sorella minore chiamata Tootie. È l'antagonista principale dello speciale televisivo Fanta Zapping. Nella stagione 10 non fa più da babysitter a Timmy, perché quest'ultimo è abbastanza grande da non averne più bisogno. È doppiata in originale da Grey DeLisle, mentre in italiano da Claudia Razzi e da Perla Liberatori (ep. 70-80).

### Denzel Crocker
Denzel Quincy Crocker (stagione 1-10) è l'insegnante della classe di cui Timmy fa parte. Severo, megalomane e molto intelligente, è convinto che i fantagenitori esistano e vuole a tutti i costi mostrarli al mondo, ma, a causa di Timmy, non ci riesce mai. È ossessionato dall'idea di dominare il mondo. Ama dare insufficienze ai suoi studenti. Nell'episodio L'origine segreta di Denzel Crocker si scopre che quando era bambino Cosmo e Wanda erano i suoi fantagenitori, ma, a causa di un errore di Cosmo, essi vennero scoperti e Jorgen cancellò a tutti la memoria. Crocker aveva però scritto su un rivelatore di DNA "I Fantagenitori esistono!" e decise così di cercare di dimostrare la sua tesi al mondo, rendendosi però ridicolo e rovinandosi la carriera e la vita. È il principale antagonista del film Abra Catastrofe!, dove, grazie alla tortina magica di Timmy, riesce per un po' ad essere il dominatore del mondo. La sua pazzia è alla base della magia del Fantamondo, e quando questi smette di credere nelle fate, il Fantamondo ha rischiato di scomparire, salvo poi essere stato sbloccato dall'ipnosi dalla quale era soggetto. È doppiato in originale da Carlos Alazraqui, mentre in italiano da Vittorio Stagni (stagione 1-9 e stagione 10 ep. 1-5) e da Luca Graziani (stagione 10 ep. 6-20).

### Anti-Cosmo
Anti-Cosmo (stagione 2-7) è il contrario di Cosmo. Comanda le anti-fate, è il marito di Anti-Wanda e il papà di Foop. Al contrario della sua controparte, è caratterizzato da uno spiccato accento britannico. Inoltre, è un vero genio del male ed è malvagio, spietato, ingannevole, sadico, arrogante, sofisticato e raffinato. Ha un monocolo su un occhio si veste in stile inglese e sbaglia spesso il nome di Wanda, che chiama "Clarice". In ogni episodio, cerca sempre di conquistare il Fantamondo insieme ai suoi scagnozzi, ma puntualmente i suoi piani falliscono. Doppiato in italiano da Luigi Ferraro.

### Anti-Wanda
Anti-Wanda (stagione 2-7) è moglie di Anti-Cosmo e la mamma di Foop. Al contrario della sua controparte, è caratterizzata dai denti sporgenti. Inoltre, ha una scarsa intelligenza ed è goffa, immatura, ingenua, irresponsabile e distratta: sorride in quasi tutte le occasioni. Ha un tipico accento del Sud. La sua particolarità è quello di mangiare i sandwich con i piedi e odia il cioccolato. Doppiata in italiano da Francesca Guadagno.

### Foop
Foop (stagione 7-10) è il figlio di Anti-Cosmo e Anti-Wanda e il contrario di Poof. Tenta di eliminarlo per essere l'unico fanta-bebè del Fantamondo. A differenza di Poof, ha la forma quadrata, sa parlare, ha il pizzetto ed è estremamente malvagio. Al contrario degli altri fantabebè, inoltre, è un intellettuale e parla in maniera forbita. La voce italiana del personaggio è quella di Alessio Nissolino.

### Folletti
I folletti (stagione 4-6) sono creature grigie, nemiche delle fate. Sono guidati da HP seguito sempre dal suo assistente Sanderson. Sono creature magiche che si vogliono impadronire del Fantamondo, ma ogni volta che tentano di conquistarlo falliscono grazie all'intervento di Timmy e dei suoi fantagenitori. Non sono spiriti che considerano l'uso della magia un gioco, ma credono che essa debba essere utilizzata solo per gli affari. Per loro la noia è divertente. Nei rari casi in cui riescono a impossessarsi temporaneamente del Fantamondo tolgono ogni libertà ai fantagenitori e rendono tutto monotono e noioso. Sono sempre vestiti di grigio e portano un cappello a forma di cono (proprio per quest'ultima caratteristica Timmy li chiama "Teste di cono"), indossano degli occhiali da sole e al posto delle bacchette magiche utilizzano dei telefonini. Hanno le teste quadrate e sono tutti identici, tranne HP. Sono gli antagonisti principali del film Potere ai bambini. Doppiati in italiano da Gerolamo Alchieri (HP) e da Pasquale Anselmo (Sanderson).

### Francis
Francis (stagione 1-7) è il bullo della scuola di Dimmsdale, ha 12 anni e picchia sempre Timmy e i suoi amici. Non si lava mai e non sopporta l'acqua e il sapone. Oltre questo, di lui non si sa molto, tranne che gli piace andare sullo skateboard, che ruba nei supermercati e che il papà è in galera. È doppiato in originale da Faith Abrahams, mentre in italiano da Davide Lepore, Paolo Vivio, David Chevalier, Maurizio Reti e Francesco Valezano.

### Remy Buxaplenty
Remy Buxaplenty (stagione 2, 5 e 9) è un bambino ricco e viziato. Ha come fantagenitore Juandissimo il Magnifico. È invidioso di Timmy perché, mentre quest'ultimo ha sia due genitori sia due fantagenitori a propria disposizione, Remy può contare solo su Juandissimo, dato che i suoi genitori sono troppo presi dal lavoro e dai soldi per stare col figlio. Il suo cognome è la contrazione di bucks-a-plenty (dollari a palate, ragione per cui successivamente il suo cognome viene adattato in "Piendigrana"). In italiano è doppiato da Tatiana Dessi, Jacopo Castagna e Manuel Meli.

### Norm il Genio
Norm il Genio (stagione 4-5) è un genio che, come tutti gli altri, viene evocato strofinando una vecchia lampada. Può esaudire anche i desideri fuori dalle regole, però è malvagio, truffaldino e disonesto ed esaudisce i desideri in maniera tale da danneggiare il suo padrone. Aspira a distruggere il Canada poiché, secondo lui, è stato da troppo tempo in pace. Nell'episodio Il genio della lampada Timmy, per non essere imbrogliato ulteriormente, ha dovuto esprimere il desiderio di avere un avvocato, Fanta Mason. È l'antagonista principale del film L'idolo delle fate, dove vuole far perdere i fantagenitori a Timmy. Invece di avere una lampada araba ha una lampada anni '70. Nella versione originale è doppiato da Norm MacDonald. In italiano è doppiato da Oreste Baldini e, limitatamente a L'idolo delle fate, Alberto Angrisano.

### Dark Laser
Dark Laser (stagione 4-10) è una parodia del personaggio di Guerre stellari Dart Fener ed è uno dei tanti desideri pericolosi espressi da Timmy. Uscito da un catalogo di giocattoli nell'episodio Copie in 3-D tramite una magica stampante 3D, cercherà più volte di distruggere il mondo, in compagnia di Flipsie, un cagnolino giocattolo che fa capriole rovesciate. Diviene in seguito uno degli avversari più ricorrenti di Timmy e ha cercato molte volte di distruggere la Terra. È doppiato in italiano nel primo episodio in cui appare da Michele Kalamera e da Saverio Indrio nelle apparizioni successive.

### Ginocchiera di bronzo
Ginocchiera di bronzo (Bronze Kneecap), chiamato a volte Rotula di bronzo o Ginocchio di bronzo, è l'acerrimo nemico di Crimson Mentone. Nell'episodio Le parole magiche viene rivelato che il suo vero nome è Ron Hambone, era un eccellente giocatore di jai alai ed è divenuto cattivo dopo che, durante una partita, è inciampato sul mento di Crimson rompendosi il ginocchio. Dato che Crimson Mentone non gli chiese scusa, fuse tutti i suoi trofei di bronzo, con cui creò un'armatura, ribattezzandosi "Ginocchiera di bronzo" e giurando vendetta. È doppiato in italiano da Vittorio Stagni.

### Nega Mentone
Nega Mentone (chiamato a volte con il nome originale Nega Chin) è il principale nemico di Crimson Mentone. È quasi identico a Crimson Mentone, è il suo gemello malvagio, proviene da un universo parallelo e ha tutti i poteri di Crimson. Le uniche differenze sono il costume grigio, gli occhi rossi invece che gialli, i denti aguzzi, la pinna sulla testa a due punte anziché una sola e una barra di traverso sulla C nel mento. È doppiato in italiano da Achille D'Aniello.

### Dottor Bender
Il Dottor Bender è un dentista che si considera superiore perché afferma di avere dei denti perfetti. Ha un figlio con la sua stessa faccia e con i suoi stessi denti che si chiama Wendell. Viene spesso sconfitto da Timmy Turner. La voce originale è di Gilbert Gottfried, mentre in italiano è stato doppiato da Vittorio Stagni e Massimo Milazzo.

### Principessa Mandie
La Principessa Mandie è una bella aliena che deve sposare Mark per conquistare Yugopotamia e attaccare la Terra, però lui non ne vuole sapere in quanto considera il suo bell'aspetto ripugnante (su Yugopotamia le cose funzionano al contrario) e si rifugia sulla Terra. Allora Mandie decide di vendicarsi per essere stata lasciata sull'altare e cerca di ucciderlo, ma non ci riesce mai. Un anno dopo la fuga di Mark sulla terra, il padre del principe lo nomina Re, e si sposa con Mandie, ma in seguito si scopre che lei non ama affatto Mark, e che lo ha sposato solo per diventare regina e usare le forze alleate di entrambi i pianeti per distruggere la Terra. Timmy e Mark la sconfiggono, facendola arrestare ed esiliare.

## Altri personaggi

### Sheldon Dinkleberg
Sheldon Dinkleberg (stagione 2-10) è il vicino di casa di Timmy. È molto ricco, e vive in una villa insieme a sua moglie. Viene lasciato intendere che parte della sua ricchezza sia dovuta non solo alla fortuna, ma anche al non avere figli a cui badare. Sin da quando era piccolo, era odiato dal papà di Timmy, il quale lo invidia e crede che sia malvagio, per questo esclama spesso con disprezzo "Dinkleberg!". Nonostante questo, in realtà è un uomo gentilissimo e simpatico, tanto che arriverà a fingersi malvagio solamente per far felice il papà di Timmy. Da ragazzo il signor Dinkleberg era fidanzato con la mamma di Timmy. Ha un cane bianco con macchie marroni di nome Binky Bau.

### Bucky McBadbat
Bucky McBadbat (tradotto in alcuni episodi in italiano McSchifobat) è il papà di Chester e vive con lui nella loro roulotte. Per la vergogna indossa sempre un sacchetto in testa, dato che quando giocava a baseball professionistico venne nominato "peggior giocatore della storia". Al di fuori di una foto, il volto dell'uomo si vede nell'episodio L'idolo delle fate.

### Tad e Chad
Tad e Chad (stagione 1-6) sono due ragazzi di bell'aspetto, snob, ricchi e popolari, con una guardia del corpo. Sono i copresidenti del gruppo studentesco della scuola, a causa dell'abuso del potere vengono sostituiti da Timmy fino a quando non si è dimesso per le troppe attenzioni. Sono corteggiatori e amici di Trixie Tang. La voce italiana di ambedue è di Micaela Incitti.

### Geraldine Waxelplax
Geraldine Waxelplax (stagione 1-10) è la direttrice della scuola. Un tempo era fidanzata con Crocker, ma, 20 anni prima, lo ha lasciato dopo che l'uomo aveva affermato a una conferenza che i fantagenitori esistono ed escogitato metodi barbari per costringere i bambini a rivelare la loro esistenza. Adora mangiare il cibo e può essere corrotta con un panino al tonno. Inoltre ama mangiare al Cake'n Bacon dal momento che è intollerante ai surgelati. La voce italiana è di Franca Lumachi.

### Chompy
Chompy (stagione 1-10) è una capra mascotte di Dimmsdale e assistente del sindaco. Il suo desiderio era di vivere in campagna anziché in città e di avere una famiglia, e Timmy lo aiuta a realizzarlo.

### Signor Bickles
Il Signor Bickles è il supplente di Timmy. Ha un sacco di sogni, ma non riesce mai a realizzarli per colpa di Timmy o per altri motivi. La voce italiana è di Emiliano Ragno.

### Chip Skylark
Chip Skylark III (stagione 2-6) è un cantante molto famoso, caratterizzato da una dentatura perfetta e smagliante. È l'idolo di tutti i cittadini di Dimmsdale ed è famoso anche nel Fantamondo. Appare per la prima volta nell'episodio Concerto rock dove stringe amicizia con Timmy e canta la sua prima canzone della serie: Icky Vicky. Timmy inizialmente lo odiava perché attirava su di se tutta l'attenzione, ma in realtà Chip è molto gentile, simpatico, amichevole e per nulla ricco (nessuno dei suoi fan conosce questo particolare e Chip teme che se lo scoprissero non sarebbe più amato), dato che tutti i soldi fatti con i concerti vanno alla sua casa discografica. Riappare per la seconda volta nell'episodio Denti splendenti in cui canta la canzone I miei denti e me, che canterà anche a piccoli pezzetti o solo come sottofondo musicale in altri episodi della serie. Canta anche un'altra canzone Se lo vorrai ce la farai e la sua ultima canzone è Auguri a te e a me, che ha la stessa traccia musicale della seconda, ma con il testo diverso. È doppiato in originale da Chris Kirkpatrick (cantante di cui è una parodia). Doppiato in italiano da Deborah Ciccorelli (st. 2-5) e da Gabriele Lopez (st. 6).

### Crash Nebula
Crash Nebula è un eroe spaziale il cui nome originale è Sprig Speevak che compare spesso negli spettacoli guardati da Timmy e dai suoi amici. In origine era un giovane umano che viveva in una fattoria con i genitori e la sorella Sprut fino a che non salvò una principessa, venendo ammesso alla Celestiale Accademia dove, per salvare una compagna di classe, indossò la tuta che lo avrebbe caratterizzato per tutta la sua vita. È il supereroe preferito di A.J.

### Chet Ubetcha
Chet Ubetcha (stagione 1-10), chiamato in Italia in alcune delle ultime apparizioni Chet Puoicontarci, è il giornalista di Dimmsdale. Il 15 marzo 1982 è diventato di bassa statura per colpa delle radiazioni di un cellulare radioattivo, e da allora desidera tornare normale. Nella puntata L'origine segreta di Denzel Crocker si conosce la mamma di Chet, Nanette Ubetcha. Nel film Potere ai bambini, si scopre che ha una figlia di nome Beth. È doppiato in italiano da Daniele Valenti.

### Adam West/Catman
Adam West (stagione 4-10) è un bizzarro ed eccentrico attore di Hollywood, è una celebrità a Dimmsdale ed è ispirato all'attore omonimo, che nell'edizione originale gli presta la voce. Appare quasi sempre sotto forma di Catman, una parodia del Batman interpretato dallo stesso Adam West nella serie di telefilm degli anni sessanta. Inoltre egli è mentalmente instabile, si è immedesimato nel personaggio a tal punto da non togliersi quasi mai il costume da gatto assumendo comportamenti tipici felini. È molto amico di Timmy, il quale ricorre spesso ai suoi fantagenitori per tirarlo fuori dai guai. Doppiato in italiano da Enrico Di Troia. Il suo personaggio inoltre è curiosamente quasi uguale ad un esistente supercattivo della DC Comics con lo stesso nome.

### Doug Dimmadome
Doug Dimmadome (stagione 2-10) è un miliardario che vive a Dimmsdale. Si veste come un cowboy del Far West e indossa sempre un completo bianco e stivali marroni. Il suo cappello bianco da cowboy a volte viene rappresentato come se fosse alto all'infinito. Vive in una casa precariamente abbarbicata su una scogliera che al posto del tetto ha un grande cappello da cowboy. Ha un figlio, Dale, che è stato segregato da Vicky per mesi, per preparare la limonata al suo banco, e che verrà liberato da Timmy, grazie all'ultimo sorso di limonata magica che gli dona. Doppiato in italiano da Pietro Biondi.

### Dolores Day Crocker
Dolores Day Crocker è la mamma di Crocker. Vive insieme al figlio, ma vorrebbe che quest'ultimo andasse via di casa. In passato era molto impegnata per lavoro e lasciava il figlio con un terribile baby-sitter di nome Vick. Dolores è rattristata di come Crocker sia diventato: non riesce infatti a comprendere come da bambino allegro, buono e altruista si sia trasformato in un insegnante rabbioso e negativo che disprezza ogni cosa, essendo lei ignara delle disgrazie capitate all'uomo in gioventù. Doppiata in italiano da Emilia Di Pangrazio.

### Flappy Bob
Flappy Bob (stagione 4) è un clown trovato dai Folletti nel Kansas dopo essere stato abbandonato dai genitori per errore. I folletti lo hanno fatto diventare un uomo d'affari grazie alla magia per usarlo come pedina nel loro nuovo "piano trentasettennale" per la conquista del Fantamondo, in modo che convincesse i genitori di Dimmsdale a mandare i loro figli nel suo noioso centro estivo: l'Apprenditorium. Alla fine Timmy lo farà rincontrare con i suoi genitori. Doppiato in italiano da Nanni Baldini.

### Gary e Betty
Gary e Betty Happy Peppy (stagione 2-4) sono due lavoratori dell'Apprenditorium. Di solito cantano, con grande dispiacere delle persone e dei bambini che li circondano. Sono iperprotettivi nei confronti dei bambini di cui si prendono cura, arrivando al punto di costringerli a indossare elmetti e imbottiture persino per giocare in una vasca di palline. Nonostante questo, sono assolutamente ignari del bullismo che Francis e gli altri "ragazzi grandi" fanno ai bambini più piccoli come Timmy. Sebbene non siano malvagi, sono così fastidiosi che quest'ultimo preferirebbe sopportare Vicky piuttosto che rimanere bloccato con loro.

### Britney Britney
Britney Britney è una famosa pop star. È bionda, si veste sempre di bianco e ha sempre un microfono alle orecchie. È spesso accompagnata da alcuni ballerini. In un episodio è stata ipnotizzata da Cosmo, intenzionato a farla passare per sua moglie. In un altro si fidanza con Crimson Mentone che incontra durante un'intervista. Francis è un suo fan sfegatato. Il personaggio è una parodia della cantante Britney Spears ed è doppiata da Tara Strong.